# Língua trigedasleng
Trigedasleng é uma língua artificial ficcional (conlang) desenvolvida por David J. Peterson para uso na série The 100 da The CW. 

## Série
Essa série de 7 temporadas se passa 97 anos após uma devastadora guerra nuclear que matou quase toda a vida humana e animal na Terra. Cerca de 2.400 sobreviventes cujas peripécias são mostradas na série vivem por 3 gerações em 12 estações  espaciais que se uniram para formar uma única estação, chamada "Arca". 
Para que se verifiquem as condições de vida humana no planeta, 100 jovens infratores são enviados à terra para como que recolonizar o antigo habitat humano. No planeta vêm a perceber que há sobreviventes da radiação, os quais vivem em clãs que não têm as tecnologias da era anterior ao cataclismo nuclear 

## Língua
Os Clãs da Floresta (Trigedakru / Trikru) e Nômades da Areia (Sanskavakru) contactados falam  uma nova língua, o Trigedasleng. Alguns dos Sky People (Skaikru; os da Arca) começaram a aprendê-la após contatos repetidos com os Trigedakru.
Trigedasleng é claramente descendente de um dialeto fortemente acentuado do inglês americano, que  evoluiu rapidamente ao longo de três gerações. Seu desenvolvimento foi influenciado por um sistema de código inicial que foi sendo desenvolvido logo após um cataclismo. Isso afetou de maneira substancial apenas o léxico. No momento da descida da Arca (conjunto de estações  espaciais), acredita-se que a maioria dos anciões falava apenas Trigedasleng; os guerreiros (e alguns outros) falavam tanto o Trigedasleng quanto o inglês americano, um fato que muitos têm o cuidado de esconder de seus inimigos.
O Trigedasleng não é uma língua crioula, mas apenas um descendente do [[língua inglesa|inglês] e embora possa compartilhar semelhanças com o Inglês vernáculo afro-americano (IVAA), também derivado do inglês americano), essas semelhanças não são intencionais e o Trigedasleng não deriva desse jargão .

## Escrita
O Trigedasleng não tem um sistema de escrita próprio e diferente. Os trechos da escrita que sobreviveram nos últimos 97 anos eram incompletos e podem até ter sido passados de guerreiro em guerreiro junto com o inglês falado. Os escritores de The 100 solicitaram a Peterson que criasse um sistema de ortografia simplificado para os tais restos de escritas, em vez de usar regras de ortografia semelhantes ao inglês. 
Trigedasleng não usa as letras C, Q, X.
Observe-se que os nomes própros não são traduzidos para Trigedasleng, apenas transcritos.
Os sobrenomes também são transcritos em Trigedasleng e são tratados como um segundo nome. Por exemplo, "Clarke Griffin, do Povo do Céu", é Klark Grifin kom Skaikru e não, digamos, Klark kom Grifinkru.
Ao escrever em Trigedasleng, a decisão do autor/falante é usar nomes com nomes ou usar grafias em inglês moderno. Por causa da descida de Trigedasleng do inglês americano e do sistema de romanização criado para o idioma, muitos nomes são escritos de maneira idêntica ou quase idêntica.

## Números
O sistema numérico da Trigedasleng é claramente herdado do inglês fonético, portanto, a maior parte das alterações são meras alterações para cumprir o sistema de romanização desenvolvido por David Peterson.
| Número | Cardinal | Ordinal   | Número | Cardinal | Ordinal  | Número | Cardinal | Ordinal   |
| ------ | -------- | --------- | ------ | -------- | -------- | ------ | -------- | --------- |
| 1      | won      | fos       | 2      | tu       | seken    | 3      | thri     | thot      |
| 4      | fou      | fot       | 5      | fai      | fit      | 6      | sis      | sison     |
| 7      | sen      | senon     | 8      | eit      | eidon –  | 9      | nain     | nainon    |
| 10     | ten      | tenon     | 11     | len      | lenon    | 12     | twel     | twelnon   |
| 13     | thotin   | thotinon  | 14     | fotin    | fotinon  | 15     | fiti     | fiftinon  |
| 16     | sistin   | sistinton | 17     | sentin   | sentinon | 18     | eitin    | eitinon   |
| 19     | naitin   | naitinon- | 20     | tweni    | twenit   | 30     | thoiti   | thoitinon |
| 40     | fodi     | fodit     | 50     | fidi     | fidit    | 60     | sisti    | sistit    |
| 70     | sendi    | sentit    | 80     | eidi     | eidit    | 90     | naidi    | naidit    |
| 100    | honet    | honet     | 1000'  | thauz    | thauzet  | milhão | miyon    | miyonet   |
Os números são agrupados da mesma maneira que em inglês: números irregulares de até vinte, seguidos de tweni won, tweni tu, etc. Grandes números também seguem as regras em inglês: 
tu honet fidi fai (255)
A maioria dos números ordinais, com algumas exceções, são simplesmente o número cardinal + -on, exceto múltiplos de dez (+ -t), cem (sem alteração) e potências de dez (+ -et). Assim como no inglês, os ordinais que possuem vários componentes (24º, 112º) só têm um ordinal no final (vinte e um, dois ou dois).

## Fonologia
Comparação com língua inglesa
| Letra       | Soa como Inglês | Letra            | Soa como Inglês | Letra  | Soa como Inglês | Letra  | Soa como Inglês |
| ----------- | --------------- | ---------------- | --------------- | ------ | --------------- | ------ | --------------- |
| A, a        | apple           | Ai, ai           | ice             | E, e   | get             | Ei, ei | face            |
| I, i        | meet ou kid     | O, o             | law             | Ou, ou | wrote           | U, u   | rude            |
| A,a (final) | sofa            | Au, au (ditongo) | loud            | B,b    | ball            | Ch, ch | chair           |
| D, d        | daft            | F, f             | fire            | G, g   | good            | hello  |                 |
| J, j        | juice           | K k              | Kick            | L, l   | lime            | M, m   | made            |
| N, n        | need            | P, p             | pull            | R, r   | radio           | S, s   | seven           |
| Sh, Sh      | Shine           | T, t             |                 | Th, th | think           | V,v    | viking          |
| W, w        | water           | Y, y             | yellow          | Z, z   | zebra           |        |                 |

## Verbos
Os verbos Trigedasleng são o que mais difere do inglês em qualquer parte do discurso. Esses têm duas partes: a raiz do verbo e um de nove “satélites”. Alguns verbos não possuem ou requerem satélites (verbos auxiliares / modais, verbos funcionais, verbos causativos / performativos, verbos relacionados a movimento iniciado pelo agente). Esses verbos podem ocorrer com satélites, mas isso geralmente muda seu significado.

### Satélites
A maioria dos verbos tem um satélite que segue diretamente o objeto direto, se houver algum. Se um objeto direto não estiver presente, o satélite segue a raiz do verbo. Os satélites precedem objetos indiretos e outras palavras que seguem o verbo.
Nove satélites foram percebidos em Trigedasleng - op, in, au, we, of, raun, daun, klin, thru - embora possa haver mais.
Aqui algumas diretrizes sobre satélites:
- Raun: usado na base de verbos transitivos quando usado intransitivamente, e substitui o satélite transitivo (geralmente op ou in); também usado para muitos bases de verbos intransitivos
- op: normalmente anexado a verbos concretos (verbos para fazer e agir no mundo físico)
- klin: indica finalidade e tem usos especiais
- au: normalmente usado onde seu ancestral inglês ("out") seria usado
- we: normalmente usado onde seu ancestral inglês ("away") seria usado
- daun: normalmente usado onde seu ancestral inglês ("down") seria usado; n.b. o daun demonstrativo de segunda camada ("that one herei")

• thru: indica continuação ou ação progressiva (por exemplo, kik raun "pviver" vs kik thru "sobreviver”.  

### Verbos de ligação
Existem três verbos de ligação ou cópula (palavras "ser" e “estar”) em Trigedasleng.
“Ste”, a cópula estática, é usada com adjetivos e com frases verbais como auxiliar do tempo progressivo.
• em ste tofon "é difícil"
• ai ste yuj "eu sou forte"
• emo ste gon choda op "eles estão brigando"
Laik é usado com substantivos e frases adverbiais ou preposicionais.
• em laik tofon "é uma coisa difícil"
• ai laik ticha "eu sou professora"
• emo laik kom trigeda "eles são da floresta"
Bilaik também pode ser usado como uma cópula figurativa ou circunstancial com substantivos, adjetivos e frases adverbiais / preposicionais. (É como usar aspas.) Seu uso em certos contextos pode indicar desdém.
- em bilaik tofon "é 'difícil' (por assim dizer)" ou "é uma coisa 'difícil'"
- ai bilaik ticha "Eu sou 'professor' (eu acho / para todos os efeitos)"
- emo nou bilaik gonakru "eles não são guerreiros (reais)"
- du bilaik splita

"ele é um pária" (du indica desdém ou desprezo)

### Auxiliares e Modais
Os verbos auxiliares e modais são usados de várias maneiras. Principalmente, eles são usados para formar a estrutura tensa de Trigedasleng, mas existem outras maneiras de usá-los. O tempo futuro, por exemplo, também é usado para frases "a fim de" e modalidade dinâmica ("eu posso"). Trigedasleng também falha em distinguir tempos perfeitos, e usa apenas um tempo passado simples.
Tempo presente: sem auxiliar
- ai fis em op "Eu o curo"

Passado: don
- ai don fis em op "eu o curei"
- ai don fis em op "Eu o curei"
- ai don fis em op "eu o curei"

Tempo futuro: na
- ai na fis em op "vou curá-lo"
- ai na fis em op "eu posso curá-lo"
- ai don fis em op sis oso au "Eu o curei para nos ajudar"

Aspecto passivo: ge
- ai ge fis op "Eu sou curado"
- ai ge fis op "Estou curado"

Progressivo: ste
- ai ste fis em op "Estou curando ele"
- ai don ste fis em op "Eu estava curando ele"

• ai na ste fis em op "eu vou curá-lo"
Modalidade: beda e souda
- ai beda fis em op "Eu deveria curá-lo"
- ai souda fis em op "preciso curá-lo"
- ai beda don fis em op "Eu deveria ter curado ele"

Negação de pergunta: din
- você não está fisicamente? "você não o curou?"
- din yu na fis em op? "você não vai curá-lo?"
- din em ge fis op? "ele não está curado?"

Os nomes de personagens Trigedasleng são apresentados foneticamente, ou 'como soam', com base no sistema acima

### Substantivos e adjetivos
Substantivos e adjetivos não têm plurais nem distinções de caso. É possível enfatizar a pluralidade usando emo ou um pronome possessivo plural.

## Pronomes

### Pronomes Independentes
Observem-se as similaridades com as pronúncias correspondentes em inglês
- 1ª pessoa singular - ai
- 1ª pessoa plural - oso (inclusivo), osir (exclusivo)
- 2ª pessoa singular - yu
- 2ª pessoa plural - yo
- 3ª pessoa singular - em, du (pejorativo)
- 3ª pessoa plural - emo, du (pejorativo)

Usa-se o “nós” oso para incluir a pessoa com quem se está falando, usa-se o “nós” para excluir a pessoa somk que se está falando. Usa-se du quando a pessoas ou coisa referida com desdém ou desprezo, oi pra dizer “alguém aí”.
Yumi é um terceiro pronome da "primeira pessoa do plural" e literalmente significa "você e eu".
- ai laik Skayon "Eu sou uma pessoa do céu"
- oso laik raunon "somos [todas] pessoas" (oso inclui o destinatário)
- osir laik gona, ba yu laik fisa "somos guerreiros, mas você é um curandeiro" (osir exclui o destinatário);Yumi na chich oso heda op "você e eu conversamos com nosso comandante"
- yu laik fisa "você é um curandeiro"
- Yo na gon raun "todos vocês vão lutar"
- em ste yuj "ele é forte"
- du ste kwelen "ele é fraco" (du indica que "ele" não é respeitado ou apreciado pelo interlocutor)
- emo don hon sobwe-de op "eles encontraram o túnel"
- du steocha ai op "eles estão me torturando"
- du na hon em op "alguém o encontrará"

### Pronomes possessivos
Os pares de pronomes a seguir indicam se algo a que se refere é singular ou plural.
- 1ªP Sing. - dison laik ain "isto é meu" (singular)
- 1ªP Sing.  -dison laik omon "estes são meus" (plural)
- 1ªP Plur. - dison laik oson "isto / estes é / são nossos (não você)" "isto / estes é / são nossos (todos nós)" (plural / singular)
- 2ªP Sing. - dison laik yun "este é seu" (singular)
- 2ªP Sing. dison laik oyun "estes são seus" (plural)
- 2ªP Plur. laik yon "este é de vocês" (singular) (singular)
- 2ªP Plur. dison laik oyon "estes são de vocês" (plural)
- 3ªP Sing. dison laik emon "este é dele / dela / dela / deles" (singular)
- 3ªP Plur. laik omon "estes são dele / dela / dela / deles" (plural)

### Adjetivos possessivos
Os pares indicam Singular - Plural
- 1ª Pes Sing. - ai, oma
- 1ª Pes Plur. - oso, osir
- 2ª Pes Sing. -yu, oyu	yo, oyo
- 2ª Pes Plur. - yo, oyo
- 3ª Pes Sing. - em, om

3ª Pes Plur. emo, omo
Esses se parecem muito com os pronomes independentes, mas cada uma das células, exceto a primeira pessoa do plural, tem uma forma alternativa de "referente". A forma alternativa é usada quando a coisa possuída é plural.
- Ai java "minha lança"
- Oma java "minhas lanças"
- oso stegeda "nossa aldeia (s) (todos nós)"
- osir stegeda "nossa (s) vila (s) (mas não a sua)"
- Yu java "sua lança"
- Oyu java "suas lanças"
- Yo stegeda "todos vocês"
- Oyo java "vocês todos lanças"
- em java "lança de his / her / its"
- om java "lanças de his / her / its"
- emo stegeda "sua aldeia"
- Omo java "suas lanças"

Yumi não tem formas possessivas; em vez disso, use as formas plurais padrão da primeira pessoa.

## Outras funções

### Demonstrativos
Trigedasleng possui uma distinção de três vias para pronomes demonstrativos, adjetivos demonstrativos e advérbios espaciais.
Nas linhas a seguir temos: bem próximo (1) logo ali (2)	lá longe (3) -("aqui, ali, lá")
- Pronome demonstrativo - dison(1)	daun(2)	daunde(3)
- Adjetivo demonstrativo - disha(1)	dei(2)	dei de (3)
- Advérbio (distância) - hir(1)	der(2)	ouder(33)

Para mais informações sobre cada palavra, verifiquem-se as respectivas entradas do dicionário.

### Possessivos
Além dos pronomes possessivos e adjetivos possessivos (consulte o tópico "Pronomes"), os tipos não pronominais de posse / pertença são formados por aposição ou, em alguns casos, usando o kom.
- Leksa swis "faca de Lexa"
- Abi yongon "filho de Abby"
- Okteivia kom Skaikru "Octavia das pessoas do céu"
- heda kom stegeda "o líder da vila"

### Preposições
Há um número limitado de preposições em Trigedasleng, então cada uma tem muitos significados diferentes que dependem do contexto.
gon: a favor, contra, contra, contra, por causa de, mediante ...
- yumi na thrun daun gon emo "você e eu lutaremos contra eles"
- stedaun ou pelo Skaikru! "morte para Sky People!"
- ai don fis em op gon heda "Eu o curei pelo comandante"
- ufnes gon homplei "força para uma caçada"

• raun: (locativo) próximo, ao redor, dentro, próximo a; compartilha origens e significados com satélite raun
raun faya, oso wada klin ... "no fogo, limpamos ..."
- oso na gon emo op raun stegeda "vamos lutar com eles perto / na vila"

ona: (locativo) em, sob, em
- em Don gyon au ona Maun-de "ele entrou em Mount Weather"
- em laik ona tri "está na árvore"

kom: de, de, com; geralmente indica pertença ou posse
- em don slip daun kom skai "ele caiu do céu"
- Indra kom trigeda "Indra da floresta"

kom disha kru "com essas pessoas"
- hashta: sobre, referente; uso restrito

mochof hashta yu prom "obrigado por sua pergunta"
- em don tel osir op hashta kongeda-de "ele nos falou sobre a Aliança"

### Partícula “-de”
Essa partícula enfática é usada para denotar uma instância específica de um substantivo. É usada apenas em casos especiais.
tri-de 	ste	sen	yu	op
árvores-EM	ser	ouvir	2SG	SAT
As árvores estão ouvindo
yu	laik	kongeda-de
2SG	ser	aliança-EM
Você é a aliança
oso	wada	klin	laudnes-de	kom	fotaim
1PL.INCL	limpar	SAT	dores-EM	do	passado
Nós limpamos as dores do passado
teik	em	kamp	raun	tribau-de
tomar	3SG	stay-near	SAT	log-EM
tomá-lo		Ficar perto		log
“de” – localizar a tonicidade nem sempre é previsível, sendo principalmente uma questão de memorização. Principalmente, pode-se usar um intuição do inglês ppara localizar onde a tonicidade fica numa palavra. 

## Cláusulas relativas
As cláusulas relativas podem ser formadas como em inglês, sem subordinadores ou conjunções.
- gona ai don fis op ste klir "{o guerreiro que curei} está seguro"
- gona ai don liderou op ge fis op "{o guerreiro que feri} está curado"
- ai na gon raun kom gona ai don fis op "lutarei com {o guerreiro que curei}"

Cláusulas relativas também podem ser formadas usando bilaik, que não possui contrapartida direta em inglês. Pode introduzir cláusulas "that" / "who" / "what" e cláusulas hipotéticas ou condicionais.
- gona bilaik don fis ai op ste klir "o guerreiro {que me curou} está seguro"
- gona bilaik ai don fis op ste klir "o guerreiro {quem eu curei} está seguro"
- ai don tel em op bilaik oso ste klir "Eu disse a ele {[que] estamos seguros}"
- oso souda lok emo op fou bilaik emo hon emo sobwe op "precisamos localizá-los antes que eles encontrem os túneis"

Bilaik
- É provável que esse seja o conceito mais difícil da gramática para os falantes do inglês moderno. Tem muitos usos, e muitas vezes é difícil dizer quando se deve usar ou especificar numa palavra ou construção. Não possui contrapartida direta no inglês moderno, embora seja derivado da construção "semelhante a" (chamada "conotação BE LIKE" por alguns linguistas). Seguem algumas diretrizes sobre o uso do bilaik.
- Como uma cópula:

Bilaik pode ser usado como uma figura figurativa e significa vagamente "ser ... para todos os efeitos / por assim dizer". Pode ser usado com o pejorativo quando se fala de alguém que não é respeitado ou respeitado. 
Como subordinação
• Bilaik pode ser usado para exibir cláusulas subordinadas descritas, e é traduzido como "aquilo" / "quem" / "qual" nesses casos. Também pode ser usado para exibir cláusulas hipotéticas ou condicionais (algo como. taim ... taim "if ... then"). Em alguns contextos, o bilaik pode ser usado para significar "como" ou “como você me disse”